# Partition
Partition é um filme britano-canado-sul-africano de 2007 dirigido por Vic Sarin.

## Sinpose
O soldado indiano britânico Gian (Jimi Mistry) assume um amor proibido ao apaixonar-se por Naseem (Kristin Kreuk), uma mulher criada com cultura e costumes diferentes do seu. Em nome deste amor, Gian deverá enfrentar a ira de todos em uma terra dividida pelo ódio questionando seu passado, sua lealdade e sua honra, num filme tocante sobre pessoas à procura da felicidade.

## Elenco
- Kristin Kreuk - Naseem
- Jimi Mistry - Gian Singh / Mohammad Hassan
- Neve Campbell - Margaret Stilwell
- John Light  - Walter Hankins
- Irfan Khan  - Avtar Singh
- Madhur Jaffrey  - Shanti Singh
- Aarya Babbar  - Akbar Khan
- Lushin Dubey  - Mumtaz Khan